# Спанбрук
Спанбрук (нід. Spanbroek) — село в нідерландській провінції Північна Голландія. Входить до муніципалітету Опмер.
Його площа — 3,83 км², а населення станом на 2021 рік становило 4075 осіб.
До 1959 року мало статус окремого муніципалітету.

## Галерея

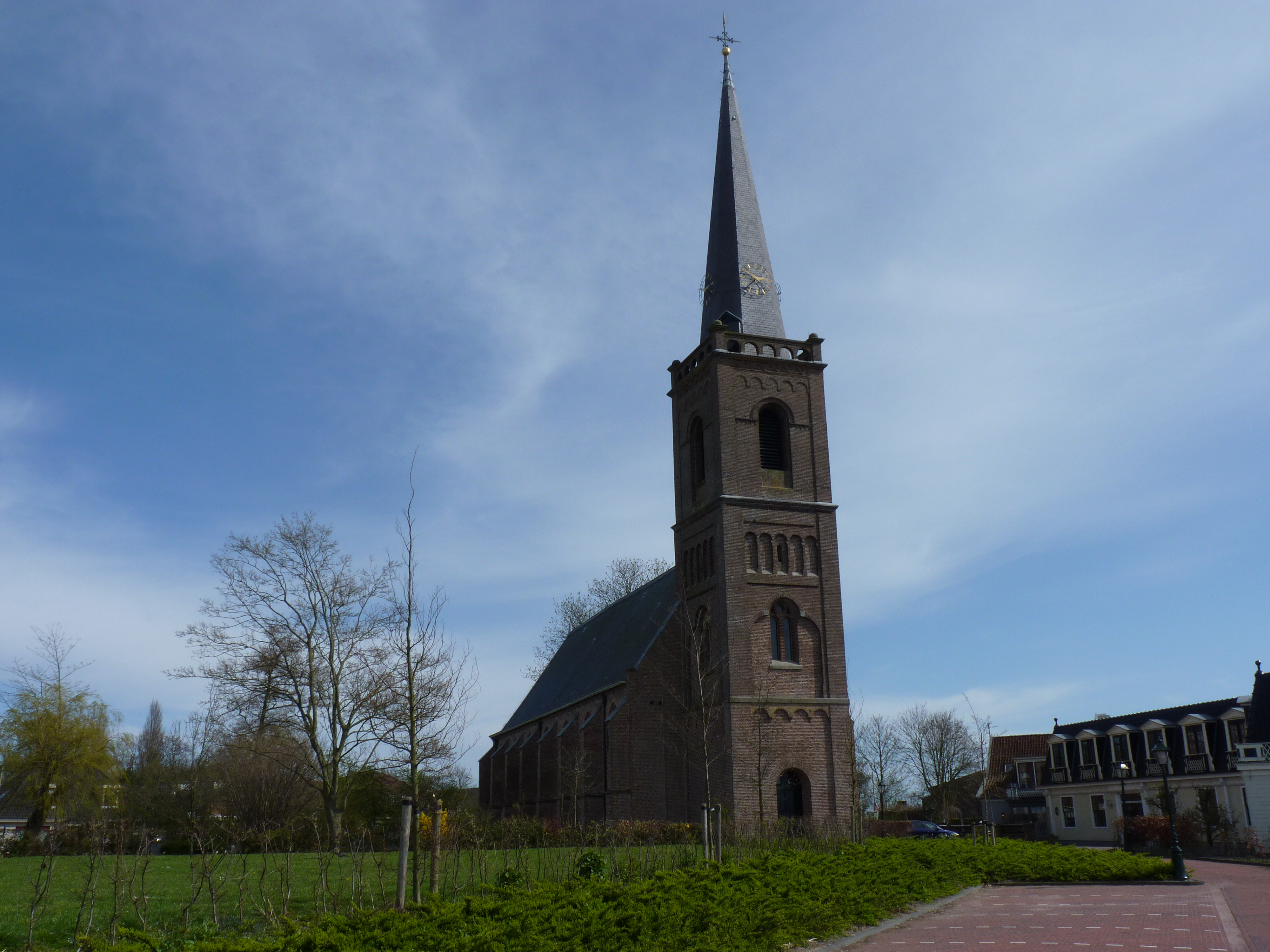
Реформістська церква
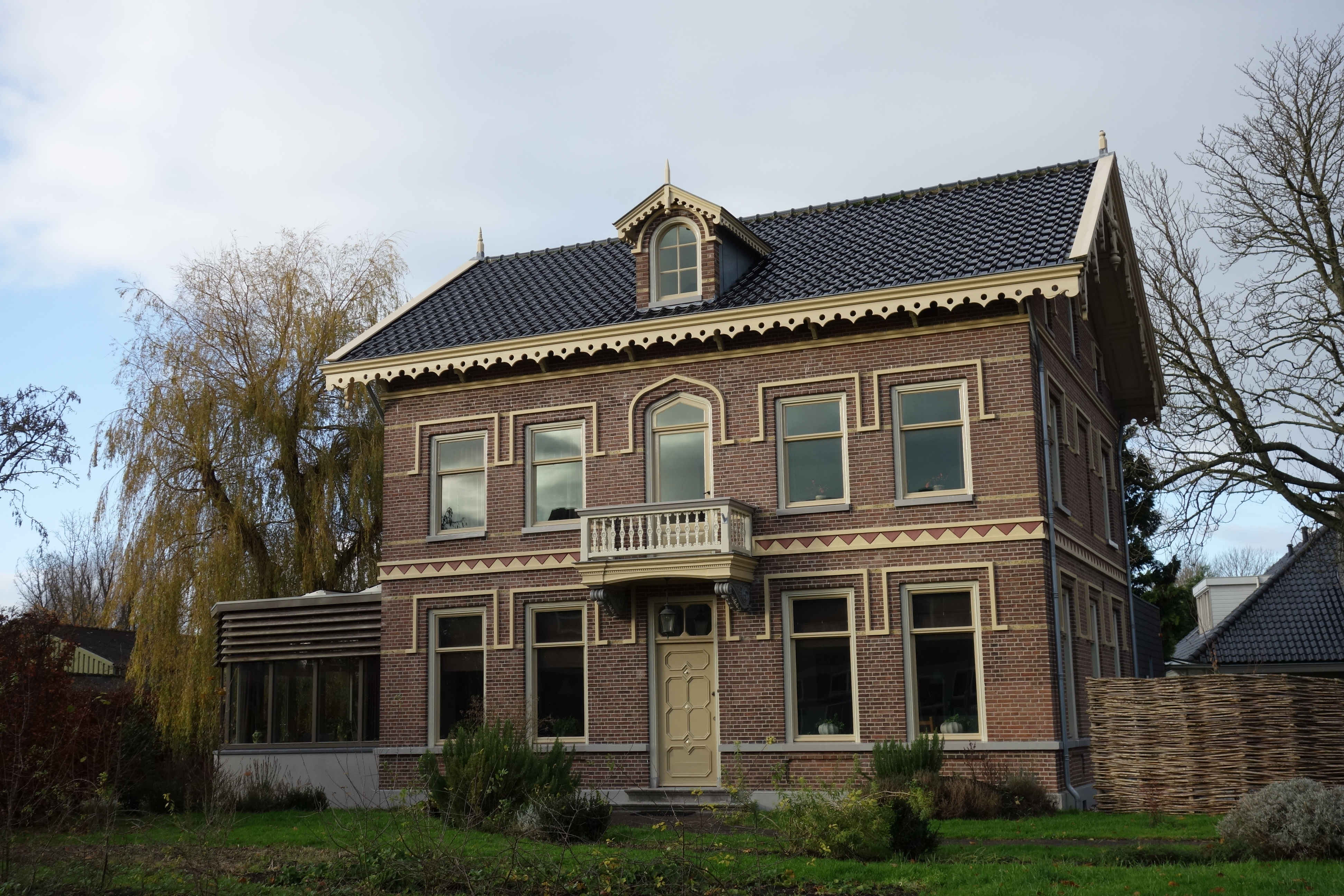
Сільський будинок
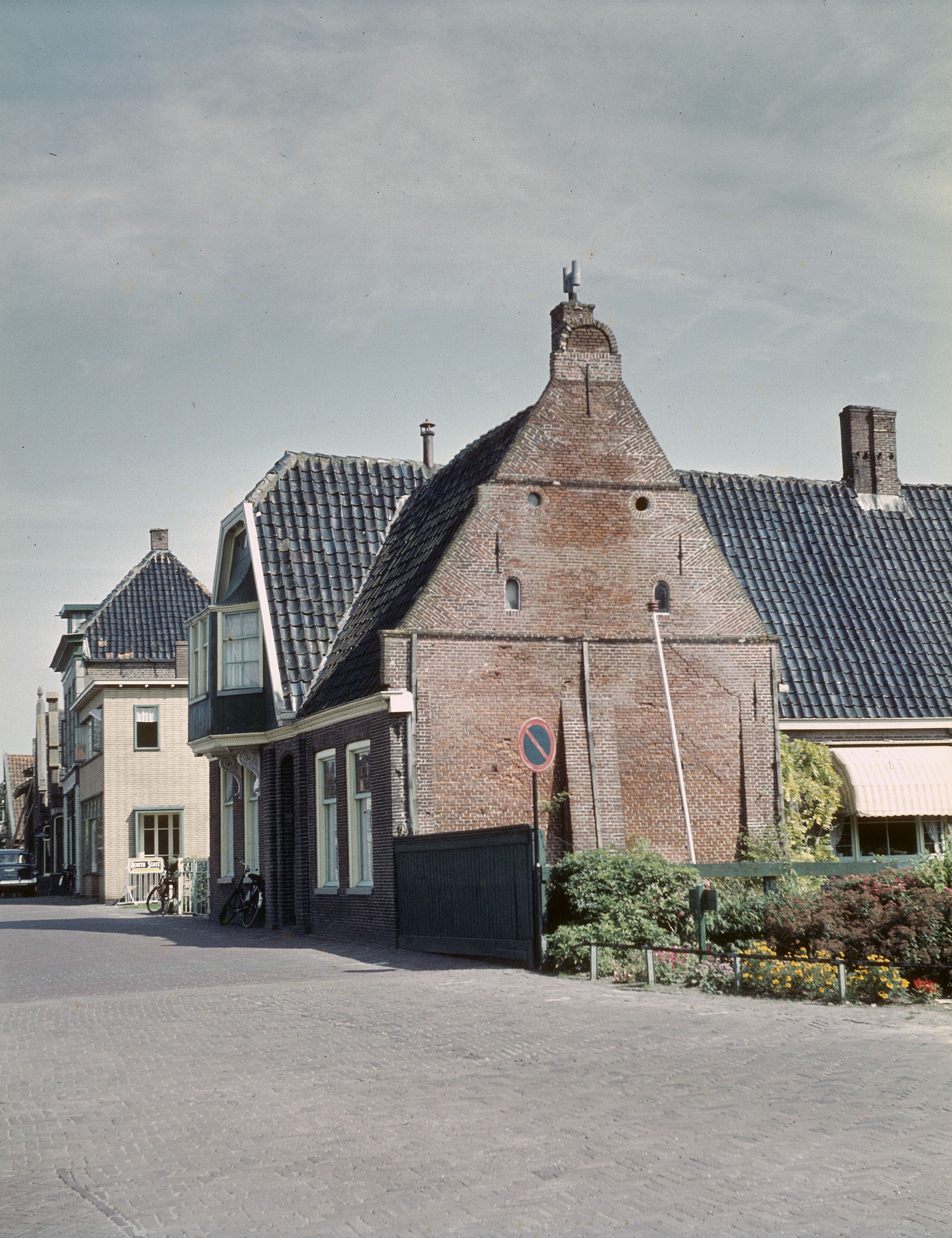
Вулиця Спанбрука
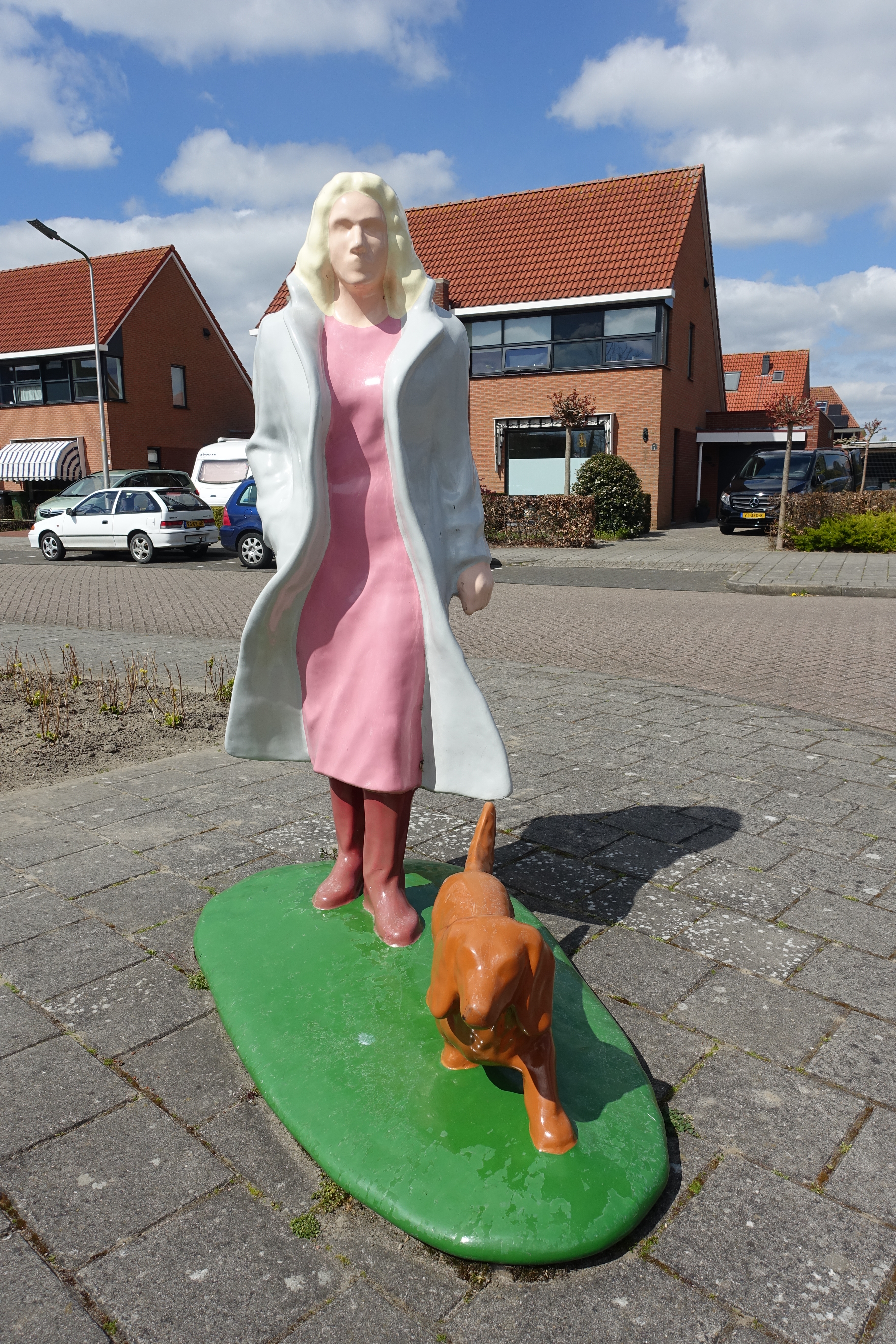
Статуя в селі